# Wine Spectator
Wine Spectator est un magazine américain spécialisé dans le vin et la culture du vin.

## Histoire
Le magazine a été fondé en 1976 par Bob Morrisey, alors critique de vin pour The San Diego Evening Tribune, sous la forme d'une newsletter de 12 pages. Il en imprime 3 000 copies et les distribue à la main. Son concurrent britannique Decanter fut lancé à peu près en même temps. Marvin Shanken en devient propriétaire en 1979 et transforme Wine Spectator en publication mensuelle. 
Dans les années 1980, alors que M. Shanken Communications explose dans le milieu du vin, Marvin Shanken considère alors élargir la ligne éditoriale du magazine à la gastronomie, les cigares et le tourisme. 
En 2008, le critique de vins Robin Goldstein piège la rédaction de Wine Spectator en créant un faux restaurant avec une fausse carte de vin et parvient à gagner un Award of Excellence délivré par le magazine,. 
En 2018, le magazine porte plainte contre une entreprise californienne de vente de cannabis pour avoir copié le design de Wine Spectator dans la conception de son magazine Weed Spectator. La direction affirme alors ne pas souhaiter s'associer à l'industrie du cannabis. 

## Direction
Il est dirigé par son actuel rédacteur en chef Marvin Shanken depuis qu'il en est devenu propriétaire en 1979. 

## Rubriques
Les 15 éditions annuelles du Wine Spectator, outre les nouvelles, articles, interviews et reportages, incluent plus de 400 notes de dégustation, et dans certains cas, plus de 1 000. C'est cette dernière rubrique qui est attendue avec impatience et a fait sa réputation. Les critiques qui interviennent dans l'équipe de dégustation du magazine sont James Laube, Harvey Steiman, Bruce Sanderson, Kim Marcus et James Molesworth ainsi que James Suckling, critique spécialiste des vins européens, de 1981 à 2010.

## Classement des vins
Wine Spectator donne son classement des vins en notant sur 100 points :
- 95-100 - Grand vin classique : un très grand vin
- 90-94 - Vin exceptionnel : un vin de caractère supérieur et de grand style
- 85-89 - Très bon vin : un vin avec des qualités remarquables
- 80-84 - Bon vin : un vin solide et bien fait
- 75-79 - Vin médiocre : un vin buvable mais qui a des défauts mineurs
- 50-74 - Vin défectueux : Non recommandé en l'état

Le palmarès des 100 meilleurs vins du monde est la synthèse de plus de 20 000 vins dégustés et en provenance du monde entier. Dans la réalité, il désigne les « 100 meilleurs rapports qualité-prix-plaisir » du monde. Le prix du vin étant celui de sa vente aux États-Unis, ce qui permet de comprendre que les vins américains soient plus avantagés, d'autant qu'il s'agit d'un magazine destiné aux consommateurs américains.

## Classement des vins français
Jusqu'en 2008, les vins français caracolaient en tête avec un tiers des vins représentés. Puis il y eut un tassement avec 18 vins cités en 2009, puis 14 en 2010 et enfin 15 en 2011. En 2012, il y eut une embellie avec 21 citations dans le top 100, dont 15 dans les 50 premiers et 4 dans les 6 premiers. Les côtes-du-rhône arrivent en tête avec 4 citations dans les 16 premiers, les bordeaux suivent avec 6 vins figurant dans les 50 premiers vins, alors qu'en 2010, ils avaient disparu. Il est à rappeler qu'en 2008, toutes AOC confondues, le Bordelais avait classé 10 de ses vins dans les 50 premiers.
Il est à souligner que ce palmarès influence réellement les ventes de vins et de plus donne les grandes tendances à court terme sur les marchés nord-américains et asiatiques tant pour les lauréats, que pour leur AOC et pour leurs pays.

## Fondation
La Wine Spectator Foundation finance les projets éducatifs visant à former les futurs professionnels de l'industrie du vin.